# Интернет общество – България
„Интернет общество – България“ е сдружение за защита на обществения интерес на интернет потребителите.

## История
Регистрирано е по ЗЛС и основано на 4 декември 1995 г. в София. През 2001 г., съгласно новия Закон за юридическите лица с нестопанска цел, „Интернет общество – България“ се пререгистрира като сдружение в обществена полза. Основателите му са и сред пионерите на Интернет в България – Димитър Ганчев, Димитър Киров и Вени Марковски.
През 1999 година „Интернет общество – България“ води дело срещу решение на тогавашния Комитет по пощи и далекосъобщения за лицензиране на интернет операторите. Като страничен ефект от делото е популяризирането на интернет в страната чрез публикации в средствата за масова информация, експертни мнения, становища, проекти и др.п.
През 2001 – 2004 г. експерти от „Интернет общество – България“ помагат за редица промени в българското законодателство, които довеждат до появата на масов достъп до интернет, алтернативни услуги за гласова телефония и др. Законът за далекосъобщенията е променен през 2001 г. след намесата на организацията в последните дни на XXXVIII НС и позволява законовото уреждане на VoIP – гласова телефония чрез интернет.

## Членове
Сред членовете на „Интернет общество – България“ са бившите президенти Георги Първанов и Петър Стоянов, бившите премиери Сергей Станишев и Иван Костов, шефът на Държавната ИТ-агенция Пламен Вачков, министри (напр. Румен Овчаров, депутати (напр. Михаил Миков и Николай Камов, Иван Н. Иванов, Димитър Абаджиев и Екатерина Михайлова, Любен Дилов-син, ИТ-специалисти, много общественици, стотици потребители и световноизвестната астроложка Светлана Тилкова - Алена.

## Текуща дейност
През първите години на XXI век „Интернет общество – България“ започва да се занимава с проекти в областта на използване на свободен софтуер и софтуер с отворен код, като през 2005 г. професионалистите от организацията работят над два проекта, финансирани от ПРООН, още два, финасирани по VI Рамкова програма на ЕС, както и редица други проекти, свързани с популяризирането на интернет услугите в България и Югоизточна Европа.
През 2005 г. „Интернет общество – България“ стартира и официалния проект „Криейтив комънс“ за България – част от лицензите на Криейтив комънс се използват и от Уикипедия.
През 2012 г. „Интернет общество – България“ участва чрез свои представители, с публикуването на статии, мнения и оценки в общогражданската кампания срещу подписването на търговското споразумение АСТА от страна на правителството на Република България.
Организацията е работила и по проекта за управление на интернет ресурсите.
От 2002 г. „Интернет общество – България“ е организатор, заедно с програма „Достъп до информация“, на българското издание на конкурса за международните антинагради „Големия брат“